# Patinopecten caurinus
Patinopecten caurinus — вид двостулкових молюсків родини Гребінцеві (Pectinidae). На заході Канади вид культивують для вживання у їжу.

## Поширення
Вид населяє узбережні води на північному сході Тихого океану. Зустрічається біля берегів Аляски та Канади.

## Опис
Мушля до 20 см завдовжки. Забарвлення може варіювати від коричневого чи пурпурового до білого. 12 поперечних ребер простягаються від вершини мушлі. Існують ледь помітні концентричні річні кільця.